# Sengon Sari
Sengon Sari is een bestuurslaag in het regentschap Asahan van de provincie Noord-Sumatra, Indonesië. Sengon Sari telt 3602 inwoners (volkstelling 2010).